# A Million a Minute
A Million a Minute è un film muto del 1916 diretto da John W. Noble.

## Trama
Miles Quaintance perseguita Ellen Sheridan, una vedova che ha già rifiutato di sposarlo. Alla fine, Quaintance rinuncia alla donna. Dopo aver ammassato una fortuna, l'uomo promette di lasciare tutto al figlio di Ellen, Stephen, a patto che lui sposi entro la mezzanotte del 31 maggio Dagmar, la sua pupilla. Stephen, che non ha mai conosciuto la ragazza, rifiuta orgogliosamente l'offerta ma Mark Seager, un losco trafficante d'armi, assume la sua identità e, spacciandosi per lui, vuole sposare Dagmar per incassare il denaro di Quaintance. Nel frattempo, il duca di Reves, un uomo senza scrupoli che ha sposato in segreto Dagmar ma che poi è stato lasciato da lei quando la giovane ha scoperto che lui aveva già un figlio da un'altra donna, si mette alla ricerca di Dagmar. Stephen incontra la ragazza e se ne innamora. Lei parte per Parigi, seguita da tutti i tre uomini. Il trafficante uccide il duca. Stephen e Dagmar, vedendo che mancano solo dieci minuti alla mezzanotte del 31 maggio, cominciano a fare piani per il loro futuro e per le nozze che si dovranno celebrare fin dal primo giugno.

## Produzione
Il film fu prodotto dalla Quality Pictures Corporation.

## Distribuzione
Distribuito dalla Metro Pictures Corporation, il film uscì nelle sale cinematografiche USA l'8 maggio 1916.